# Сотовая связь в Японии

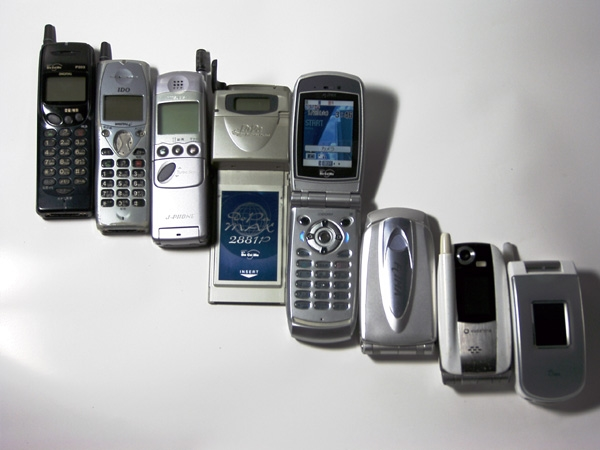
Японские трубки мобильных телефонов с 1997 по 2004 гг.

Японская индустрия мобильных телефонов и аппаратов — одна из самых развитых в мире. Прогрессивное развитие обусловлено несколькими факторами: прежде всего, желанием самих японцев к самосовершенствованию, а также большим количеством пользователей на относительно малой территории.

## История
- В 1979 Nippon Telegraph and Telephone (NTT) первой в мире запустила первое поколение (1G) услуг по предоставлению мобильной связи в Токио.
- В 1985 NTT предложил первый сервис мобильной связи в Японии, названный «Shoulder Phone».
- В 1988 Mobile Communication Group, поглощённый впоследствии KDDI, запустил свой сервер мобильной связи.
- В 1993 NTT DoCoMo запустил первый сервис цифровой мобильной связи (2G), который использовал стандарт Time division multiple access (TDMA), названный Personal Digital Cellular.
- В 1994 Digital Phone Group и Tu-Ka Group, объединившись в SoftBank Mobile, запустили свои мобильные сервисы. В том же году DDI Pocket, часть компаний KDDI, запустила мобильный сервис по стандарту PHS.
- В 1999 NTT DoCoMo запустила i-mode интернет-сервис.
- В 2001 NTT DoCoMo запустила первый в мире сервис Third Generation mobile phone service (3G) поколения, используя стандарт связи W-CDMA, названный FOMA.
- В 2002 KDDI запустил 3G-сервис на Окинаве, используя стандарт CDMA2000. В том же году J-Phone запустил 3G-сервис, используя стандарт W-CDMA .
- В 2003 J-Phone сменил название на Vodafone.
- В 2006 Vodafone был куплен компанией SoftBank и сменил название на SoftBank Mobile.
- В 2010 SoftBank Mobile прекратил предоставлять услуги, которые не относятся к стандарту 3G, сфокусировавшись только на этом стандарте.

## Операторы
В Японии 5 национальных операторов мобильной связи:

### NTT DoCoMo
Отделилась от Nippon Telegraph and Telephone (NTT) в 1991 году, NTT DoCoMo первым предложил второе поколение мобильной связи, известной как Personal Digital Cellular (PDC). Сейчас использует сеть 3G-стандарта W-CDMA под названием FOMA. В 2010 году планировался полномасштабный запуск сетей 4 поколения, 4G-технологии (LTE).

### KDDI
Компания начинала как часть NTT’s, предоставляя услуги по зарубежной связи. Использует технологии 2 и 3 поколения стандартов CDMA и CDMA2000.

### SoftBank Mobile

Softbank Mobile, подразделение компаний SoftBank, сформировано в 1999 году из двух компаний Digital Phone Group и Digital Tu-Ka. В 2006 году было выкуплено японское подразделение компаний Vodafone's.

### EMOBILE
EMOBILE, дочерняя фирма eAccess, последняя вышла на рынок по предоставлению услуг мобильной связи 3 поколения. Работает с 2005 года. Предоставляют услуги через свои сети и сети NTT DoCoMo посредством лицензионного соглашения.

### Willcom
Willcom, купленный Carlyle Group в 2004, единственный оставшийся оператор, который использует стандарт Personal Handy-phone System (PHS, около 4 млн пользователей в 2010). По состоянию на февраль 2010 года, в разгар реструктуризации, набрал 206 млрд йен долга.
Также есть другие компании, например, MVNOs, или Disney Mobile, которые предоставляют услуги на ограниченной площади или через другие сети.

## Статистика пользователей
В Японии по состоянию на апрель 2010 года 116.75 миллионов пользователей мобильных телефонов, что составляет 91,65 % от общего количества населения.  (апрель 2010)
| Позиция | Оператор        | Технология                                           | Пользователей (млн) | Собственник                                           |
| ------- | --------------- | ---------------------------------------------------- | ------------------- | ----------------------------------------------------- |
| 1       | NTT docomo      | UMTS, HSDPA LTE (запланировано)                      | 56.24 (апрель 2010) | NTT (67 %) State-owned (33 %)                         |
| 2       | au              | CdmaOne CDMA2000 1x, EV-DO Rev.A LTE (запланировано) | 31.98 (апрель 2010) | KDDI                                                  |
| 3       | SoftBank Mobile | UMTS, HSDPA LTE (запланировано)                      | 22.09 (апрель 2010) | SoftBank                                              |
| 4       | Willcom         | PHS XGP (запланировано)                              | 4.04 (апрель 2010)  | Carlyle Group (60 %), Kyocera (30 %), and KDDI (10 %) |
| 5       | EMOBILE         | UMTS, HSPA+ LTE (запланировано)                      | 2.41 (апрель 2010)  | eAccess                                               |

## Японские телефоны и их работа в других странах
Телефоны DoCoMo/Vodafone PDCТелефоны PDC не будут работать в других странах. PDC развит только в Японии.
Некоторые телефоны DoCoMo «FOMA» (исключая модели roaming-ready) и Vodafone Japan 802N, 703N и 905SHЭти телефоны работают только в стандарте W-CDMA и не могут быть использованы в GSM-сетях. Также телефоны не будут работать с SIM-картами (подписками) других операторов, так как телефоны заблокированы на работу только со своим оператором. Существует возможность разблокировать часть функций.
Телефоны Vodafone 3G (исключая 802N, 703N и 905SH) и модели DoCoMo «FOMA» roaming-readyЭти телефоны будут работать в GSM-сетях других операторов. Как бы то ни было, их также нельзя использовать с подключением к сети другого оператора, если они не заблокированы. Это возможно для N900iG, M1000 и большинства других телефонов, продающихся под торговой маркой Vodafone 3G (за исключением 904SH и 705SH).
Телефоны серии KDDI невозможно использовать нигде за пределами Японии (за исключением некоторых моделей).
Большинство американских CDMA и японских телефонов выпускаются исключительно для операторов этих стран на заказ (исключение составляют Vodafone 3G phones) и не будут работать с подключением к другим операторам сотовой связи. Другими словами, факт, что японские телефоны работают в других сетях в роуминге, не означает, что телефоны смогут работать с этими сетями по подписке (с другой SIM-картой). Во многих случаях существует возможность разблокировки.
Если телефон абонента позволяет работать с UMTS-сетями на частоте 2100 (например, Sony Ericsson K810i), то он без проблем будет регистрироваться в сетях SoftBank (Vodafone K.K.). Если только GSM, то по прилёте в аэропорт Нарита туристу придётся арендовать телефон одного из местных операторов, потому что GSM-сети в Японии нет вообще.

## Форм-факторы японских телефонов
| Форм-фактор                                     | Фотография примера | Спецификация |
| ----------------------------------------------- | ------------------ | --- |
| Моноблок                                        |                    | Описание: Характеризуется отсутствием движущихся элементов. Телефон представляет единую целую структуру. Один из самых простых форм-факторов. В Японии почти не представлен, за исключением некоторых телефонов, во многом дизайнерских. - Плюсы: Легкость и компактность. Просто посмотреть на экран в любое время. - Минусы: Легко повредить экран. Сложно сделать большой экран, сильно не увеличив размеры телефона. На текущий момент эти недостатки можно устранить за счет применения ультрапрочного экрана и встроенной сенсорной клавиатуры. - Модели: NTT DoCoMo 's D705I?, Au the W63K , SoftBank 822P, J-PHONE Toshiba T04 |
| Телефон с откидной крышкой                      |                    | Описание: Моноблок с крышкой, иногда называемой «флип», прикрывающей все или часть кнопок телефона. - Модели: Многие телефоны серий NTT DoCoMo mova и J-PHONE (сейчас SoftBank), 2007’s au MEDIA SKIN . |
| Раскладушка                                     |                    | Описание: складывается посередине. На 2010 год самый распространенный форм-фактор. Информацию на дисплее можно прочитать только в раскрытом состоянии. Правда, на крышке часто располагают вспомогательные дисплеи. - Плюсы: сложно повредить экран. Легко сделать большой экран. Удобная форма при разговоре. - Минусы: Чтобы посмотреть на экран, приходится открывать телефон. Сложно открыть телефон одной рукой. - Модели: shop/74/desc/docomo-sh-07b Docomo SH-07B], shop/75/desc/docomo-n-04b Docomo N-04B], shop/78/desc/docomo-p-04b Docomo P-04B]                                                                            |
| Слайдер                                         |                    | Описание: Сделан из двух частей, одна из которых перемещается вертикально или горизонтально. - Модели: NTT Docomo D905I , Au of Sa001 , SoftBank’s FULLFACE others. |
| Телефон с роторным механизмом (revolver type)   |                    | Описание: Имеет ротор, который позволяет вращать дисплей на 180 градусов - Модели: NTT DoCoMo So505I , So505Is , So506Ic (180 ° style), au of A5502K others. |
| Телефон с вращающимся вокруг своей оси дисплеем |                    | Описание: В дополнении к раскладывающемуся механизму имеет дополнительный ротор, который позволяет вращать дисплей на 180 градусов, и складывать дисплеем наружу. - Плюсы: В отличие от обычной раскладушки, возможно использовать телефон в сложенном состоянии. - Минусы: невозможность установить на небольшие по размеру модели. Возможность поломки ротора при чрезмерном давлении. - Модели: Sh905I DoCoMo, W63Ca, SoftBank 912T и другие. |
| Циклоидный тип                                  |                    | Описание: Телефон раскладывается, и в разложенном состоянии дисплей может поворачиваться на 90 градусов (в данный момент только на правую сторону). Дисплей располагается в повёрнутом состоянии, находится посередине телефона. - Модели: Sharp 's AQUOS Mobile Other, NTT DoCoMo’s F-09A · F-06B (Suraidoyokomoshon Fujitsu) |
| Тип распашного механизма (ориг. swing type)     |                    | Описание: Похож на циклоидный тип, только экран можно поворачивать в обе стороны на 90 градусов. Нижняя часть остается посередине, а остальная часть экрана располагается справа или слева. - Модели: NTT DOCOMO F903I · F903Ix HIGH-SPEED · F904I · F905I · F906I · F-07B . |
| Раскладушка с двумя вариантами открытия         |                    | Описание: Обычная раскладушка, только имеет возможность открыть дисплей в сторону. Для этого в телефоне встроен дополнительный шарнир. - Модели: Panasonic VIERA, au of the W44S и BRAVIA Phone S004 (SO004). |
| Nail cutter                                     |                    | |
| PDA тип                                         |                    | |
| BlackBerry тип                                  |                    | Расположенная на основании клавиатура, как у QWERTY-смартофонов (некоторые модели даже имеют сенсорный экран). Имеют другие особенности, кроме голосовой коммуникации. NTT DoCoMo’s BlackBerry Bold, SC-01B, SoftBank’s X02Ht, X01Sc и другие. |
| Ribashiburusutairu type                         |                    | Описание: Экран раскладывается на 360 градусов. - Модели: au W56T , Vodafone (now SoftBank) of V603T и другие. |
| Разделяющийся                                   |                    | Описание: Телефон состоит из двух частей, которые могут работать отдельно друг от друга. - Модели: единственная модель NTT DoCoMo |